# Renier de Trit
Renier de Trit fue el primer duque franco de Filipópolis (actual Plovdiv, Bulgaria) desde 1204 hasta 1205. Fue un caballero de Trith-Saint-Léger, Henao, que participó en la cuarta cruzada.
Renier recibió Filipópolis y el territorio hasta el río Maritsa por el emperador Balduino I después de la partición de octubre de 1204 de los territorios conquistados y aún por conquistar del Imperio bizantino. El territorio de Renier yacía dentro de la esfera de la actual Bulgaria, en el territorio reclamado por Bizancio y posteriormente por los francos.
Las primeras campañas de Renier en otoño e invierno para tomar posesión de su feudo imperial fueron exitosas, pero al año siguiente el zar búlgaro Kaloján descendió y tomó Adrianópolis y amenazó a Filipópolis. Renier, con sólo una pequeña fuerza a su mando, se refugió en el castillo de Stenimaka.
Fue durante un esfuerzo por ayudar Adrianópolis que el emperador Balduino fue capturado. En el verano, los paulicianos de Filipópolis trataron de entregar la ciudad a Kaloján, pero Renier salió de su fortaleza y arrasó con su distrito de la ciudad, dejando el resto a la valiente defensa unida de latinos y griegos locales. Sin embargo, la ciudad fue tomada y el barrio griego quemado. Después, ese mismo año, el regente imperial Enrique de Flandes entró en Bulgaria y ayudó a Stenimaka y a Renier.